# McCutchenville (Ohio)
McCutchenville es un lugar designado por el censo ubicado en el condado de Wyandot en el estado estadounidense de Ohio. En el Censo de 2010 tenía una población de 400 habitantes y una densidad poblacional de 55,26 personas por km².

## Geografía
McCutchenville se encuentra ubicado en las coordenadas 40°59′38″N 83°15′11″O / 40.99389, -83.25306. Según la Oficina del Censo de los Estados Unidos, McCutchenville tiene una superficie total de 7.24 km², de la cual 7.2 km² corresponden a tierra firme y (0.54%) 0.04 km² es agua.

## Demografía
Según el censo de 2010, había 400 personas residiendo en McCutchenville. La densidad de población era de 55,26 hab./km². De los 400 habitantes, McCutchenville estaba compuesto por el 98% blancos, el 0% eran afroamericanos, el 0% eran amerindios, el 0% eran asiáticos, el 0% eran isleños del Pacífico, el 2% eran de otras razas y el 0% pertenecían a dos o más razas. Del total de la población el 3.5% eran hispanos o latinos de cualquier raza.